# Teramulus
Teramulus – rodzaj ryb z rodziny aterynowatych (Atherinidae).

## Klasyfikacja
Gatunki zaliczane do tego rodzaju:
- Teramulus kieneri
- Teramulus waterloti